# Prokoenenia californica
Espèce
Prokoenenia californica est une espèce de palpigrades de la famille des Prokoeneniidae.

## Distribution
Cette espèce est endémique de Californie aux États-Unis. Elle se rencontre vers Healdsburg.

## Description
L'holotype mesure 1,25 mm.

## Étymologie
Son nom d'espèce lui a été donné en référence au lieu de sa découverte, la Californie.

## Publication originale
- Silvestri, 1913 : Novi generi e specie di Koeneniidae (Arachnida, Palpigradi). Bollettino del Laboratorio di Zoologia Generale e Agraria della R. Scuola Superiore d'Agricoltura, Portici, vol. 7, p. 211-217 (texte intégral).